# Lönnkrog

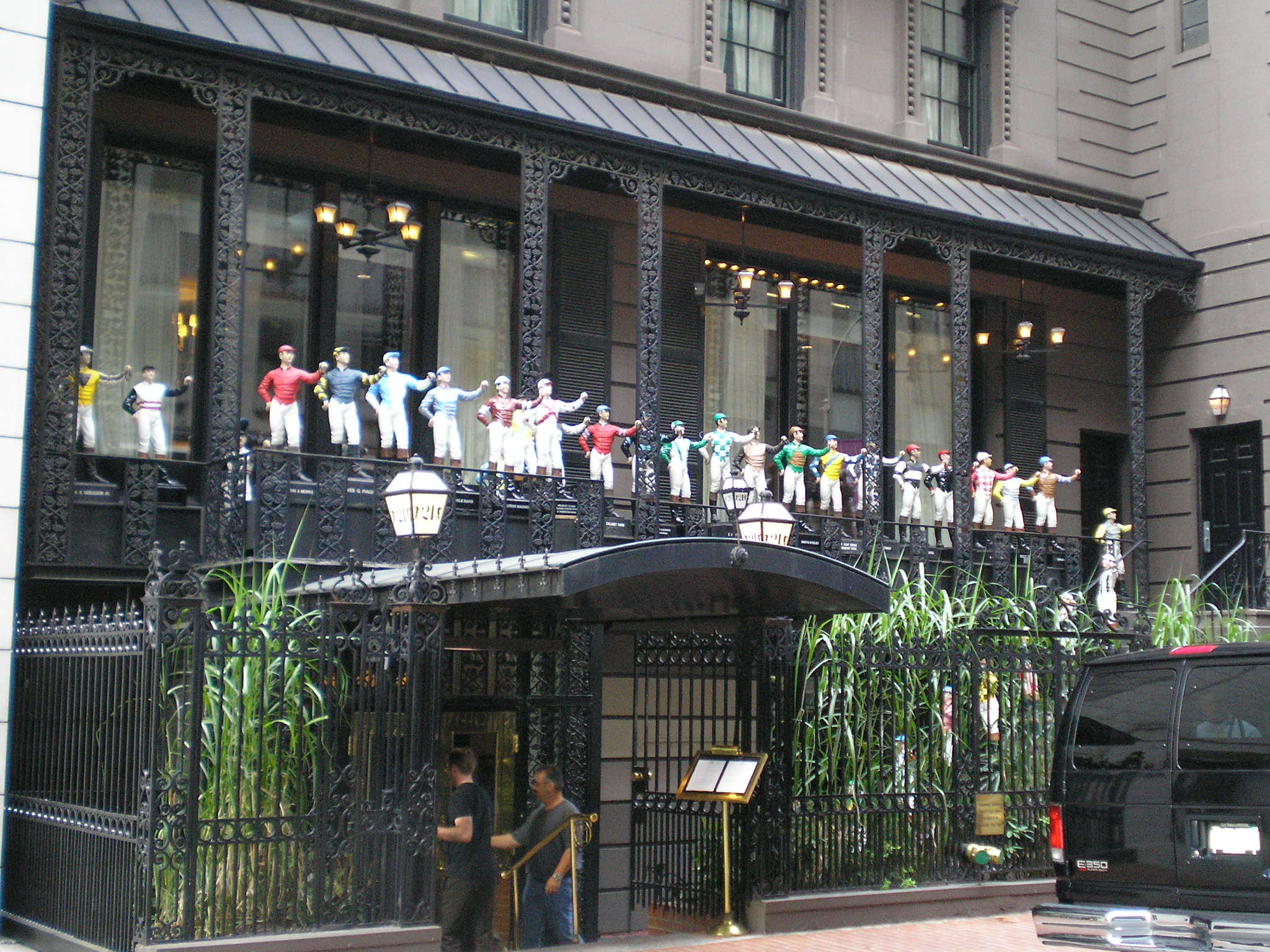
21 Club i New York var en lönnkrog under förbudstiden.

En lönnkrog, även i dagligt tal kallad svartklubb, är en lokal för olaglig alkoholservering.

## Förbudstiden
Under förbudstidens USA kallades de för speakeasies. I Evert Taubes "Balladen om Gustav Blom från Borås" besöker sjömännen i sången en speakeasy-bar.